# ألب تكين
ألب تكين أو ألب تجين أو ألب تيكين، ولد في عام 801، وتوفي في 963. وهو المؤسس الحقيقي والأول للدولة الغزنوية. وهو في الأصل كان تركيا عبدا (باللغة الفارسية غلام، وبالعربية مملوك). وهو الرجل التركي الأول الذي أنشأ دولة إسلامية.

## حياته
كان ألب عبدا عند أحد القواد السامانين، وكان العبيد الأتراك هم القوة الحقيقية للدولة السامانية.
عندما مات أمير السامانين عبد المليك الأول في عام 961، بدأت النزاعات بين إخوته على تولي العرش. وقد إنضم ألب إلى أحد أطراف هذا النزاع، ولكن الطرف الأخر هو من حصل على العرش، وكان اسمه منصور الأول، وعندما استولى منصور على العرش قام بعزل ألب من الولاية. وترك ألب الولاية واتجه نحو بلخ. إلا أن منصور طرده من بلخ، وبحث لنفسه عن وطن أخر. وفي عام 963 استولى على مدينة غزنة، وقام بإنشاء دولة مستقلة فعليا. ولكنه لم يصُك نقودا باسمه، واستعمل نقود الدولة السامانية. ولهذا السبب إعتبر المؤرخون أن الدولة الغزنوية كانت نصف مرتبة بالسامانيين. وقالوا بأن سُبُكْتِكِيْن هو المؤسس للدولة الغزنوية

## ما بعد ألب تكين
بعدما توفي ألب تكين في 13 يونيو في 963، جاء إبنه أبو إسحاق إبراهيم خلفا له، ثم بيلجا تكين الذي كان عبدا مثل ألب تكين، ثم جاء من بعدهم سُبُكْتِكِيْن.

## روابط خارجية
- History of Iran: Ghaznavid Dynasty